# Agrodiaetus nestica
Agrodiaetus nestica är en fjärilsart som beskrevs av Edwards. Agrodiaetus nestica ingår i släktet Agrodiaetus och familjen juvelvingar. Inga underarter finns listade i Catalogue of Life.